# Agelena scopulata
Agelena scopulata är en spindelart som beskrevs av Wang 1991. Agelena scopulata ingår i släktet Agelena och familjen trattspindlar. Inga underarter finns listade i Catalogue of Life.